# 21st Century Girl
"21st Century Girl" é uma música da cantora norte-americana Willow Smith, lançada nas rádios dia 28 de fevereiro de 2011 e para download digital dia 1 de março. Diferente de seu single de estreia, Whip My Hair, a canção diz juizo ao seu apelido de mini-rihanna, sendo comparada com os singles da cantora, "Only Girl (In the World)" e "What's My Name?".
O videoclipe foi gravado em um lugar privado da Califórnia, em um final de semana, 22 de janeiro de 2011.
A canção estreou na posição número 220 no iTunes e logo após a apresentação ao vivo no programa The Oprah Winfrey Show a posição da música subiu para 58.

## Antecedentes
A canção já é chamada de a antecessora de Whip My Hair e teve forte divulgação em meio de comunicação como as páginas oficias da cantora no Twitter e Facebook. A mídia esteve de olho em Willow esse tempo todo, atrás de informações sobre uma nova música, a mini-popstar andou postando prévias da música e vídeo das filmagens do clipe em suas páginas de relacionamentos da internet. Os oficiais compositores da canção não foram revelados a mídia.

## Composição
"É uma música dançante. Eu sei que vocês gostam de dançar, não gostam...?”

Willow Smith sobre "21st Century Girl"
"21st Century Girl" é uma canção de R&B e electropop que possui influência de dance-pop e do hip-hop. Liricamente a canção diz que ela é uma garota do século vinte e um e faz o que quiser, gosta de agitar com a batida e que levará você as nuvens. Recebe, evidentemente, uma forte influência nas cantoras Rihanna e Lady Gaga, ambas cantoras de electropop. Recebe influências também das cantoras e dançarinas Beyoncé e Ciara, ambas do estilo R&B.
Se percebe que Willow se inspirou na rainha do pop Madonna em um dos seus "gritos" na música, parecidos da cantora.

## Vídeo musical

### Desenvolvimento
Segundo informações de paparazzis americanos, a pequena Willow começou e encerrou a gravação do vídeo no dia 22 de Janeiro de 2011, um sábado, final de semana. Ainda não foi liberado o nome do diretor do vídeo, nem duração e muito menos a sinopse.
A estréia do vídeo não tem nenhuma data confirmada. Fotos do vídeo foram liberadas na internet, e mostra Willow com um vestido comprido em uma espécie de deserto e cantando em um carro. A atriz Cicely Tyson participa do vídeo. e as gravações aconteceram no deserto de Mojave, na Califórnia.

### Sinopse
O vídeo começa com uma velha senhora (interpretada por Cicely Tyson) caminhando pela deserto, resmungando, quando ela se depara com fragmentos ósseos, a velha senhora escava a areia e acha vários objetivos, a areia começa a tremer e de repente aparece Willow com um capuz e uma roupa de guerreira, a velha senhora sussurra algo no ouvido de Willow e desaparece, Willow olha para os lados, apanha um punhado de areia na mão e a areia acaba por se transformar em uma borboleta.
A partir daí, começa a tocar a canção. Ela atravessa o deserto.  Willow, outras crianças e lobos começam a tirar objetos da areia, como guitarras. Os seus amigos puxam da areia o século XXI, tiram skates e bicicletas.
Ela e seus amigos começam a puxar a cidade de Los Angeles debaixo da areia com correntes e reergam a cidade. Elas mudam de roupa e começam a usar calças de leopardo e shorts amarelo. Todos começam a dançar ao redor da cidade. No final, aparece Willow sussurrando no ouvido de uma menina pequena, de poucos anos, que é capaz de formar borboletas e mostra o poder das garotas do século vinte e um.

### Lançamento e Recepção
O vídeo estreou oficialmente no dia 7 de Março de 2011 no canal oficial da cantora no VEVO, no site youtube. A maioria dos críticos elogiaram a originalidade do vídeo e na grande aposta que estão fazendo em uma garota de apenas dez anos de idade. Nadia Noir, da rádio AMP disse que Willow, com esse vídeo, surpreendeu, mas não entende porque ela não está fazendo sucesso nesses últimos meses, e acaba elogiando-a "ela tem uma voz estelar [...] e ela tem um estilo único." A fashion-forward 10-year-old diz que o vídeo e a música é uma coisa de auto-estima "elas estão indo muito bem sendo o melhor - porque você sabe que pode fazê-lo".
Patrick, da Homorazzi disse que vê Willow no topo das cenas musicais para os próximos anos, ela será a próxima geração do pop adolescente. A redação do site The CS Perspective da um crítica negativa a música e uma positiva ao vídeo, dizendo "A música ainda é fraca, mas pelo menos ele tem um visual agradável para apoiá-la."

## Performances ao vivo
Willow já se prepara para divulgar seu single já no dia da estréia, 1 de Março de 2011, se apresentando no programa The Oprah Winfrey Show, cantando pela primeira vez a música ao vivo. Foi o motivo da subida de Willow nos charts até agora.

## Desempenho nas paradas
| Paradas (2011)                        | Melhor posição |
| ------------------------------------- | -------------- |
| Estados Unidos Billboard Hot 100      | 99             |
| Reino Unido Official UK Singles Chart | 93             |
| Irlanda GfK Irish Singles Chart       | 36             |

## Histórico de lançamento
| País           | Data                    | Formato                |
| -------------- | ----------------------- | ---------------------- |
| Estados Unidos | 28 de Fevereiro de 2011 | Airplay                |
| Estados Unidos | 28 de Fevereiro de 2011 | Contemporary Hit Radio |
| Estados Unidos | 1 de Março de 2011      | Download digital       |